# Dingier
Dingier (pronunciat Dung-yeh) és una serralada de muntanyes a Meghalaya, Índia. La muntanya més alta mesura a l'entorn de 2.000 metres. El nom d'aquestes muntanyes deriva de l'arbre mític Dung tree que segons una llegenda khasi creixia en aquest lloc antigament i arribava al cel; la faula diu que l'arbre fou destruït per Déu per castigar la impietat dels homes que havien tractat d'envair el cel pujant per les seves branques.